# Apple A9
O Apple A9 é um system-on-a-chip de 64 bits, projetado pela Apple Inc. Fabricado para a Apple pela Samsung e TSMC, ele apareceu pela primeira vez no iPhone 6S e 6s Plus, que foram apresentados em 9 de setembro de 2015. A Apple afirma que ele tem 70% mais desempenho de CPU e 90% mais desempenho gráfico em relação ao seu antecessor, o Apple A8; e é um dos mais poderosos e energeticamente eficientes chips móveis no mercado.

## Produtos que incluem o Apple A9
- IPhone 6s e 6s Plus
- iPhone SE
- iPad (2017) (5ª Geração)